# After Earth
After Earth är en amerikansk science fiction-äventyrsfilm, regisserad av M. Night Shyamalan med Jaden Smith och Will Smith i huvudrollerna. Filmen hade biopremiär i USA den 31 maj 2013 och Sverigepremiär den 7 juni samma år.

## Handling
General Cypher Raige (Will Smith) återvänder från ett långt uppdrag och försöker ta igen den tid han förlorat med sin son, 13-åriga Kitai (Jaden Smith). När deras skyttel skadas då de hamnar i ett asteroidbälte, tvingas de nödlanda på jorden. Det har gått tusen år sedan människan tvingades att lämna jorden för Nova Prime. Planeten är nu en främmande och fientlig miljö. Cypher ligger svårt skadad i vraket efter skytteln och sätter sitt hopp till att hans son kan finna nödsändaren någonstans i den ogästvänliga terrängen. Kitai har alltid velat visa att han är en soldat som sin far. Nu får han möjligheten.

## Rollista
| Jaden Smith     | – Kitai Raige     |
| Will Smith      | – Cypher Raige    |
| Zoë Kravitz     | – Senshi Raige    |
| Sophie Okonedo  | – Faia Raige      |
| Glenn Morshower | – Kommendör Velan |
| Kristofer Hivju | – Säkerhetschef   |